# Normierte Algebra
Der mathematische Begriff normierte Algebra bezeichnet eine bestimmte algebraische Struktur, auf der zusätzlich eine verträgliche Norm erklärt ist. 

## Definition
Eine normierte Algebra ist ein Paar {\displaystyle (A,\|\cdot \|)} bestehend aus einer {\displaystyle \mathbb {K} }-Algebra {\displaystyle A}, wobei {\displaystyle \mathbb {K} } für den Körper der reellen oder komplexen Zahlen steht, und einer auf  {\displaystyle A} definierten Norm {\displaystyle \|\cdot \|:A\rightarrow \mathbb {R} }, so dass folgendes gilt
:
- {\displaystyle \|a\|=0\Leftrightarrow a=0} für alle {\displaystyle a\in A}
- {\displaystyle \|\lambda a\|=|\lambda |\cdot \|a\|} für alle {\displaystyle \lambda \in \mathbb {K} } und {\displaystyle a\in A} (Homogenität)
- {\displaystyle \|a+b\|\leq \|a\|+\|b\|} für alle {\displaystyle a,b\in A} (Dreiecksungleichung)
- {\displaystyle \|a\cdot b\|\leq \|a\|\cdot \|b\|} für alle {\displaystyle a,b\in A}

Die ersten drei Normbedingungen machen {\displaystyle A} zu einem normierten {\displaystyle \mathbb {K} }- Vektorraum. Die letzte multiplikative Normbedingung ist die zur additiven Dreiecksungleichung analoge Bedingung für die Multiplikation, manche Autoren sprechen daher auch von der multiplikativen Dreiecksungleichung. Diese Bedingung sichert die Stetigkeit der Multiplikation, normierte Algebren sind daher topologische Algebren.

## Beispiele
- Die wichtigsten Beispiele normierter Algebren sind die Banachalgebren, also diejenigen, die bezüglich ihrer Norm vollständig sind.
- Der Körper {\displaystyle \mathbb {K} } mit dem Betrag als Norm ist eine normierte Algebra.
- Die Algebra {\displaystyle \mathbb {K} [X]} aller Polynome in einer Unbestimmten mit der durch {\displaystyle \textstyle \|p\|:=\sup _{x\in [0,1]}|p(x)|} definierten Norm ist eine nicht-vollständige normierte Algebra.

## Eigenschaften
- Die Norm definiert eine Topologie auf der normierten Algebra {\displaystyle A}, die sogenannte Normtopologie. Aus den Eigenschaften der Norm ergibt sich sofort, dass die algebraischen Operationen stetig sind: Ist {\displaystyle a_{n}\rightarrow a} und {\displaystyle b_{n}\rightarrow b} sowie {\displaystyle \lambda _{n}\rightarrow \lambda } mit {\displaystyle a_{n},a,b_{n},b\in A} und {\displaystyle \lambda _{n},\lambda \in \mathbb {K} }, so folgt {\displaystyle \lambda _{n}a_{n}\rightarrow \lambda a}, {\displaystyle a_{n}+b_{n}\rightarrow a+b} und {\displaystyle a_{n}\cdot b_{n}\rightarrow a\cdot b} jeweils für {\displaystyle n\to \infty } bezüglich der Normtopologie auf {\displaystyle A}.
- Die algebraischen Operationen setzen sich eindeutig stetig auf die Vervollständigung einer normierten Algebra fort; diese Vervollständigung ist dann eine Banachalgebra. Damit ist jede normierte Algebra dicht in einer Banachalgebra enthalten.

## Anwendungen
Die normierten Algebren haben bei weitem nicht die Bedeutung wie die Banachalgebren. Manche Konstruktionen in der Theorie der Banachalgebren führen allerdings zunächst auf normierte Algebren, die dann in einem anschließenden Konstruktionsschritt vervollständigt werden; als Beispiele seien die AF-Algebren als Vervollständigung induktiver Limiten, das maximale Tensorprodukt von C*-Algebren oder die Bildung der {\displaystyle L^{1}(G)}-Algebren in der harmonischen Analyse als Vervollständigung der entsprechenden Algebren stetiger Funktionen mit kompaktem Träger genannt.
Viele Sätze aus der Theorie der Banachalgebren verlieren für normierte Algebren ihre Gültigkeit, was die Bedeutung der Vollständigkeit beleuchtet. In obigem Beispiel {\displaystyle \mathbb {K} [X]} ist die Punktauswertung {\displaystyle \mathbb {K} [X]\rightarrow \mathbb {K} ,\,p\mapsto p(2)} ein unstetiger Homomorphismus. Ist {\displaystyle p\in \mathbb {K} [X]} ein nicht-konstantes Polynom, so ist {\displaystyle \sigma _{\mathbb {K} [X]}(p)}, definiert als die Menge aller {\displaystyle \lambda \in \mathbb {K} }, so dass {\displaystyle \lambda 1-p} nicht invertierbar ist, gleich ganz {\displaystyle \mathbb {K} }, insbesondere also nicht kompakt. Beide Phänomene können bei Banachalgebren nicht auftreten.

## Lokale Banachalgebren
Für manche Anwendungen kommt man mit einer abgeschwächten Vollständigkeitseigenschaft aus. Eine normierte Algebra {\displaystyle A} heißt lokale Banachalgebra, wenn sie bezüglich des holomorphen Funktionalkalküls abgeschlossen ist. Genauer bedeutet dies: Sind {\displaystyle a\in A}, {\displaystyle \sigma (a)} das bezüglich der Vervollständigung {\displaystyle {\overline {A}}} gebildete Spektrum und {\displaystyle f} eine in einer Umgebung von {\displaystyle \sigma (a)} definierte holomorphe Funktion, mit {\displaystyle f(0)=0}, falls {\displaystyle A} kein Einselement hat, so liegt {\displaystyle f(a)} in {\displaystyle A}. Dabei ist {\displaystyle f(a)} nach dem holomorphen Funktionalkalkül in {\displaystyle {\overline {A}}} gebildet.
Ist beispielsweise {\displaystyle X} ein lokalkompakter Hausdorffraum, so ist die Algebra {\displaystyle C_{c}(X)} aller stetigen Funktionen {\displaystyle X\rightarrow \mathbb {C} } mit kompaktem Träger eine lokale Banachalgebra. Ist {\displaystyle X} nicht kompakt, so ist {\displaystyle C_{c}(X)} keine Banachalgebra.
Abweichend von dieser Definition werden in  induktive Limiten von Banachalgebren als lokal definiert. Diese sind offenbar bezüglich des holomorphen Funktionalkalküls abgeschlossen, da dieser in den Stufen des induktiven Limes, die ja Banachalgebren sind, ausgeführt werden kann.